# Oberweier (Gaggenau)
Oberweier und Niederweier waren für Jahrhunderte zwei getrennte Orte. Heute bilden sie zusammen einen Stadtteil der Großen Kreisstadt Gaggenau. Die frühere Gemeinde einschl. Niederweier hatte eine Fläche von 4,41 km².

## Geschichte

### Vor- und Frühgeschichte
Funde südlich von Oberweier zeigen, dass die Gegend um Oberweier bereits in der Jungsteinzeit (5500 bis 2000 v. Chr.) besiedelt war. Etwa 700 v. Chr. wurden die Kelten in der Rheinebene und an den Einmündungen der Täler sesshaft, Namen von Flüssen und Bergen gehen zum Teil bis auf diese Zeit zurück. Ab dem Jahr 70 drangen die Römer in das Gebiet vor und verdrängten die Kelten. Im Gebiet zwischen Oberweier und Winkel wurde um das Jahr 80 ein römischer Gutshof (Villa rustica) errichtet, dessen Reste 1976 bei Sondierungsgrabungen nachgewiesen wurden. Im Jahr 84 ließ Kaiser Domitian einen römischen Befestigungswall gegen die Germanen bauen, den Obergermanisch-Raetischen Limes.
Ab 260 drangen die Alamannen unter König Chrocus in das Gebiet vor. Die Römer zogen sich über den Rhein zurück. Im Jahr 496 besiegte der Frankenkönig Chlodwig die Alamannen in der Schlacht von Zülpich. Das Gebiet nördlich der Oos wurde Teil des fränkischen Reichs.

### Mittelalter bis zur Badischen Revolution
Die erste Erwähnung Oberweiers (als Oberenwilri) findet sich in einer am 15. Februar 1102 in Speyer vom fränkischen Salierkaiser Heinrich IV. ausgestellten Urkunde. Mit dieser Urkunde schenkte der Kaiser dem Domkapitel zu Speyer mehrere Güter im Ufgau, darunter auch Oberweier. Die erste Erwähnung Niederweiers (als Niderenwilri) stammt aus einer am 18. Mai 1256 in Kuppenheim ausgestellten Urkunde.
Im Jahr 1264 erhielten die Grafen von Eberstein die Herrschaft über Rotenfels, Ober- und Niederweier. 1283 fielen Ober- und Niederweier mit Burg Eberstein an die Markgrafen von Baden. 1387 wird ein Schloss in Niederweier erwähnt, von dem aber nicht bekannt ist, wer es erbaut und bewohnt hat.

### Badische Revolution 1848/49 um und in Oberweier
Am 29. Juni 1849 hatten sich die Revolutionstruppen zwischen Gernsbach und der Festung Rastatt entlang der Murg festgesetzt. Hier, an der schmalsten Stelle Badens, sollte der Vormarsch der preußischen Armee aufgehalten werden.
Das Gros der Revolutionstruppen befand sich in Kuppenheim. Oberweier und Niederweier waren durch eine Vorhut besetzt. In Bischweier und Winkel war ein Linieninfanterie-Bataillon aufgestellt.
In einer Zangenbewegung gingen die preußischen Truppen mit zwei großen Militärverbänden gegen die badischen Truppen vor. Während das „Neckarkorps“ Gernsbach angriff, rückte das 1. Armee-Korps über Malsch auf Niederweier vor. Ziel war es, die badischen Truppen auf das linke Ufer der Murg zurückzudrängen.
Gegen Mittag sollten die preußische Vortruppen Niederweier mit Umgebung besetzen und Bischweier einnehmen. Dies gelang ihnen zunächst auch. Als dann aber aus der Gegend von Oberweier ein Freischärler-Bataillon anrückte, zogen sich die Preußen wieder aus Bischweier zurück. Oberweier wurde durch eine preußische Kompanie besetzt.
Mit dem Eintreffen ihrer Hauptstreitmacht gelang den Preußen dann die endgültige Einnahme von Bischweier. Beim Rückzug in Richtung Winkel wurde der auf Seiten der Freischärler kämpfende Schriftsteller Gottfried Kinkel verletzt und durch die Preußen festgenommen.
Zur Deckung ihrer linken Flanke schickten die Preußen einen Husarenzug in Richtung Winkel, welches sie unbesetzt vorfanden. Beim Versuch von Winkel aus weiter in Richtung Rotenfels vorzustoßen wurden sie von starken Freischärler-Verbänden angegriffen und zersprengt. Sie zogen sich über Winkel bis nach Oberweier zurück. Dabei wurden sie jedoch teilweise von den Freischärlern überholt. Mit etwa 1200 Mann griffen die Freischärler das besetzte Oberweier aus Süden und Osten an und es gelang ihnen die feindlichen Truppen bis zu dem, zwischen Oberweier und Niederweier liegenden Friedhof zurückzudrängen. Nachdem Verstärkung aus Bischweier eingetroffen war, versuchten die Preußen Oberweier einzunehmen, wurden aber zurückgeworfen. Keiner der beiden Seiten konnte sich zu einem erneuten Angriff entschließen.
Die Preußen formierten außerhalb des Kampfgebietes drei neue Kompanien und schickten sie in das Kampfgeschehen. Sie sollten die Freischärler auf ihrer linken Flanke angreifen. Am südlichen Rand von Oberweier hatten die Freischärler einen steilen Geländeeinschnitt (Haßlich) besetzt. Dort gelang es ihnen zunächst die preußischen Truppen zurückzuschlagen. Neu formiert starteten diese einen zweiten Angriff, welcher gelang. Die Freischärler wichen entlang des Eichelbergs in Richtung Rotenfels zurück oder flohen in die Wälder.
Im Verlauf der Kämpfe in Oberweier hatten sich vereinzelte Freischärler auch in Häusern postiert und aus den Fenstern auf die preußische Soldaten geschossen. Da die Preußen diese Schützen für Einheimische hielten, wollten sie am Ende der Kämpfe das ganze Dorf abbrennen. Mit viel Mühe konnte der Bürgermeister dies jedoch abwenden. Dafür mussten die etwa 700 Einwohner in der Nacht vom 29. auf den 30. über 7000 Mann einquartieren und sie versorgen. Alle Vorräte wurden aufgebraucht, das Vieh aus den Ställen getrieben und geschlachtet.

### Nach der Badischen Revolution bis zur Neuzeit
Im Jahr 1892 wurde ein Kriegerdenkmals zum Deutsch-Französischen Krieg 1870/71 eingeweiht. 1902 erhielt Oberweier ein neues Rathausgebäude.
Bei der Wahl des Gemeinderats 1930 erreichte die NSDAP 130 Stimmen, die SPD 65, die Zentrumspartei 46 und die Mittelstandspartei 38 Stimmen. 1932 unterlag der Kandidat der NSDAP mit 145 zu 248 Stimmen dem Kandidaten der Sozialdemokraten. Die wegen einer Anfechtung notwendig gewordene Wiederholungswahl fiel noch deutlicher zugunsten der Sozialdemokraten aus. 1933 wurde der sozialdemokratische Bürgermeister seines Amtes enthoben und verhaftet. Bei der folgenden Reichstagswahl erhielt die NSDAP in Oberweier 127 Stimmen und die die Zentrumspartei 206 Stimmen. Die Wahlliste der Zentrumspartei wird von den Behörden für ungültig erklärt und die Nationalsozialisten ergriffen die Macht in Oberweier.
Bei den Kämpfen zwischen Volkssturmleuten und anrückenden französischen Einheiten wurden 1945 einige Gebäude schwer beschädigt bzw. zerstört.
Am 1. April 1972 wurde im Zuge der Gemeindereform die Gemeinde Oberweier mit ihrem Ortsteil Niederweier an Gaggenau angeschlossen.

## Ortschaftsrat
Der Ortschaftsrat in Oberweier ist besetzt mit Vertretern der CDU, SPD und FWG. Die CDU hat fünf Stimmen, die FWG vier und die SPD eine Stimme. Die CDU stellt mit Michael Barth den Ortsvorsteher. (Stand: 8. Juni 2020)